# Gamasiphis sextus
Gamasiphis sextus är en spindeldjursart som beskrevs av Vitzthum 1921. Gamasiphis sextus ingår i släktet Gamasiphis och familjen Ologamasidae. Inga underarter finns listade i Catalogue of Life.